# Torre Testa
La Torre della Testa venne costruita nel 1568 ed è la settima torre costiera appartenente al territorio della Capitanata. 
Ecco la descrizione 26 anni dopo la sua costruzione, tratta dal manoscritto di Carlo Gambacorta "Visita delle Torri di Capitanata nel mese di dicembre 1594":
(Carlo Gambacorta)
Costruita nel 1568, è denominata Torre della Foresta nel 1620 da Giovanni Antonio Magini nella sua carta geografica della Capitanata. La torre nel 1685 ha necessità "del'astraco di sopra, e di resarcire quello di basso". 
Non più esistente, prende il nome dall'omonimo promontorio, estremo lembo orientale del Gargano, accessibile dalla SP 53.